# Ippocrate di Chio
Ippocrate di Chio (Chio, 470 a.C. – 410 a.C.) è stato un matematico e astronomo greco antico, considerato uno dei più illustri geometri dell'antichità.

## Biografia
Membro della scuola pitagorica ne venne espulso per la condotta riprovevole: la vendita di conoscenze geometriche in cambio di denaro. Fu allievo di Enopide di Chio. Con un secolo abbondante di anticipo su Euclide scrisse un'opera intitolata Elementi, di cui non è stato conservato neppure un frammento. 
La sua fama di uomo di scienza non va di pari passo a quella di uomo d'affari. Dedito al commercio, fu vittima di una truffa in cui perse tutto il suo denaro. Per guadagnarsi da vivere si dedicò alla geometria e tentò di risolvere due classici problemi della matematica greca: la quadratura del cerchio e la duplicazione del cubo. Fu così che Ippocrate riuscì a calcolare l'area delle lunule.
Ippocrate applicò per la prima volta il ragionamento ab absurdo (per assurdo), un utile espediente di natura logica che serve a verificare la correttezza di un'affermazione assumendo che la proposizione opposta sia vera e ricavandone una contraddizione. Alfred Jarry egualmente assegna a lui, con lo pseudonimo di Ibicrate, all'origine della Patafisica.